# Parauxesis cicatricosa
Parauxesis cicatricosa är en skalbaggsart som beskrevs av Aurivillius 1915. Parauxesis cicatricosa ingår i släktet Parauxesis och familjen långhorningar.
Artens utbredningsområde är Ghana. Inga underarter finns listade i Catalogue of Life.